# Карлтон (Канзас)
Карлтон (англ. Carlton) — місто (англ. city) в США, в окрузі Дікінсон штату Канзас. Населення — 40 осіб (2020).

## Географія
Карлтон розташований за координатами 38°41′12″ пн. ш. 97°17′35″ зх. д. / 38.68667° пн. ш. 97.29306° зх. д. (38.686619, -97.293131).  За даними Бюро перепису населення США в 2010 році місто мало площу 0,44 км², уся площа — суходіл.

## Демографія
Згідно з переписом 2010 року, у місті мешкали 42 особи в 16 домогосподарствах у складі 14 родин. Густота населення становила 95 осіб/км².  Було 20 помешкань (45/км²).
Расовий склад населення:
| - 100,0 % — білих |

До двох чи більше рас належало 0,0 %. Частка іспаномовних становила 0,0 % від усіх жителів.
За віковим діапазоном населення розподілялося таким чином: 28,6 % — особи молодші 18 років, 45,2 % — особи у віці 18—64 років, 26,2 % — особи у віці 65 років та старші. Медіана віку мешканця становила 46,5 року. На 100 осіб жіночої статі у місті припадало 110,0 чоловіків;  на 100 жінок у віці від 18 років та старших — 100,0 чоловіків також старших 18 років.
Цивільне працевлаштоване населення становило 11 осіб. Основні галузі зайнятості: науковці, спеціалісти, менеджери — 18,2 %, освіта, охорона здоров'я та соціальна допомога — 18,2 %, транспорт — 9,1 %, роздрібна торгівля — 9,1 %.